# 浜松科学館

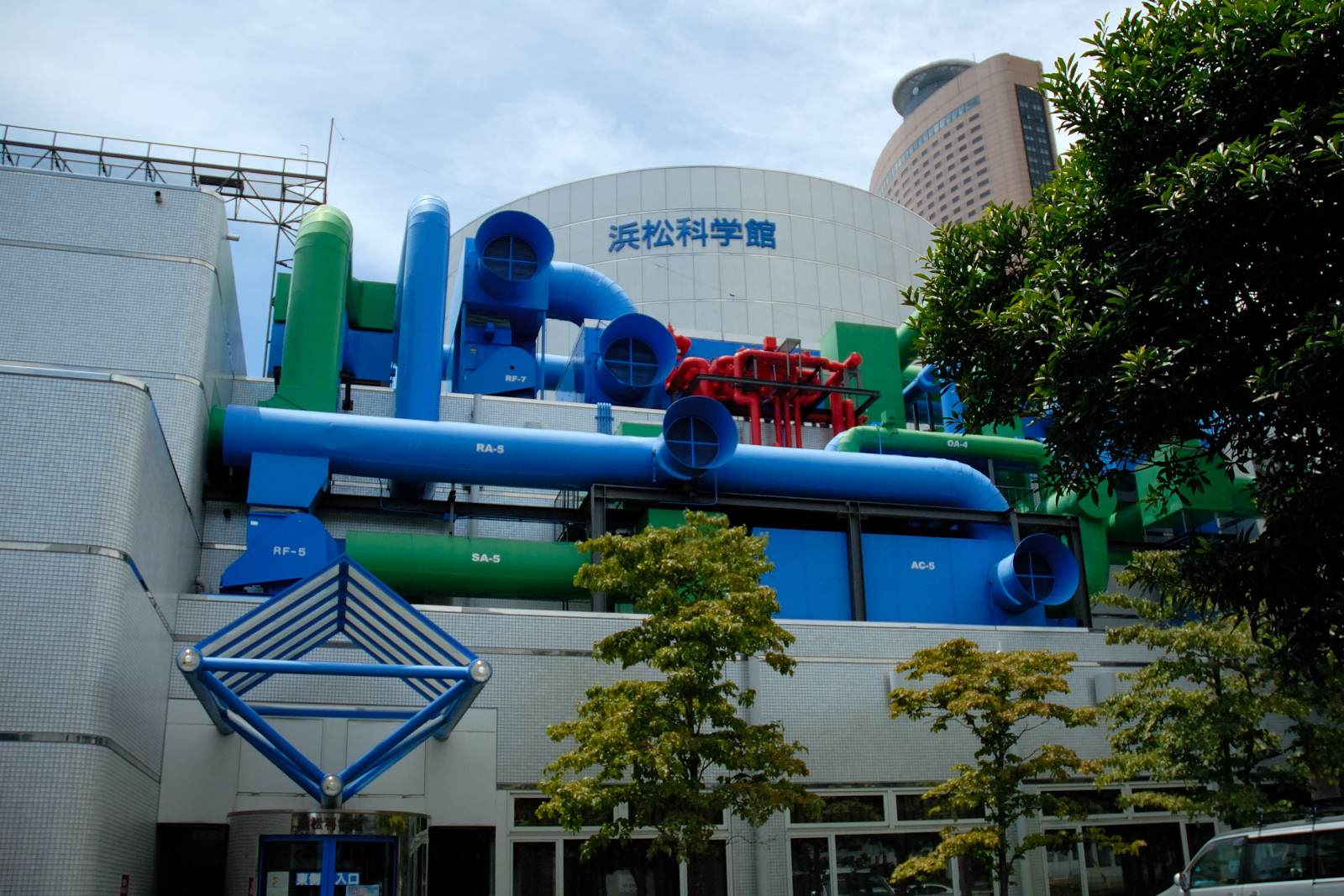
東側。色とりどりのダクトがみえる

浜松科学館（はままつかがくかん、Hamamatsu Science Museum）は、静岡県浜松市中央区にある科学館。愛称は「みらいーら」。

## 概要
浜松科学館は、科学に関する知識の普及および啓発を図る社会教育施設。浜松市児童会館にかわる施設として1986年5月1日に開館した。
東海地域では名古屋市科学館に次ぐ規模の総合科学館として、小学校等の団体による利用も積極的に行われ、市内だけでなく近隣の市町からも広く認知されている。
また、(株)環境デザイン研究所の仙田満が建築設計を手掛けた最初の科学館としても有名。建物全体で「遊環構造」が意識されていることに加え、カラフルな配管等で建築設備が学べるような工夫も見て取れる。
2015年には、その前年にノーベル物理学賞を受賞した天野浩（浜松市出身）が名誉館長に就任し、常設展の中に受賞を記念する展示が設けられた。

## 常設展示
自然・音・光・力・宇宙などのテーマ別にゾーニングされている。ものづくりの街浜松を代表する複数の地元企業から協力を得ており、各社から寄託された実物資料を保管および展示している。

## プラネタリウム
3階にはプラネタリウムがある。愛称は「ときめきら」。投影機は2022年3月1日のリニューアルから三ケ日みかん色に独自デザインしたケイロンⅢとバーチャリウムⅡを組み合わせた「ケイロンⅢ・ハイブリッド（株式会社五藤光学研究所製）」を使用している。独自に企画したプログラムを投影し3か月に一度を目安に番組テーマが更新される。
リニューアル前は、「ジェミニスターIII（コニカミノルタ製）」だった。

## その他
浜松市出身の漫画家・ばらスィーの作品『苺ましまろ』のコミックス6巻に、科学館周辺を舞台としたエピソードが収録されている。
同施設の敷地は、かつての浜松駅の車両留置線（その以前には浜松機関区として転車台などがあった）の跡地である。敷地の西側には、元の浜松駅構内から伸びる引込線の跡である新幹線の高架を潜るガードが残存している。
2018年3月末でいったん休館した後、改装工事が行われ、2019年7月6日にリニューアルオープンした。

## 場所
- 所在地：浜松市中央区北寺島町256-3
- アクセス：JR浜松駅から東へ徒歩約5分